# Navă comercială
Nava comercială este o navă sau o barcă construită pentru a fi folosită în scop comercial.

## Caracteristici generale
- Scop comercial:

- Transportul de bunuri⁠(d) (cum ar fi materii prime, produse finite) sau persoane.
- Alte servicii comerciale, precum pescuit industrial⁠(d), cercetare oceanică sau turism maritim.

- Tipuri de proprietate: Navele comerciale fi deținute de entități private⁠(d), corporații sau guverne.[necesită citare]
- Reglementare: Navele comerciale sunt supuse unor reglementări internaționale stricte privind siguranța, mediu și standardele de operare, conform organizațiilor precum IMO (Organizația Maritimă Internațională).[necesită citare]